# Grimesland
La ville américaine de Grimesland est située dans le comté de Pitt, en Caroline du Nord. En 2008, elle comptait 472 habitants.

## Démographie
| 1900 | 1910 | 1920 | 1930 | 1940 | 1950 |
| ---- | ---- | ---- | ---- | ---- | ---- |
| 277  | 330  | 463  | 377  | 405  | 414  |

| 1960 | 1970 | 1980 | 1990 | 2000 | 2010 |
| ---- | ---- | ---- | ---- | ---- | ---- |
| 362  | 394  | 453  | 469  | 440  | 441  |

## Source
- (en) Cet article est partiellement ou en totalité issu de l’article de Wikipédia en anglais intitulé « Grimesland, North Carolina » (voir la liste des auteurs).